# Sex and Zen
Série
Sex and Zen 2
(1996)
Pour plus de détails, voir Fiche technique et Distribution.
Sex and Zen (玉蒲團之偷情寶鑑, Yu pu tuan zhi: Tou qing bao jian) est un film hongkongais réalisé par Michael Mak, sorti en 1991.

## Fiche technique
- Titre : Sex and Zen
- Titre original : 玉蒲團之偷情寶鑑 (Yu pu tuan zhi: Tou qing bao jian)
- Réalisation : Michael Mak
- Production : Stephen Shiu
- Scénario : Alexander Lee et Ying Kit Lee d'après le roman Tapis de prière en chair de Li Liweng
- Sortie : 1991

## Distribution
- Lawrence Ng : Mei Yeung-Sheng
- Kent Cheng : Dr. Tin Chan
- Rena Murakami : Fa Sun
- Lieh Lo : Chor Kun-Lun
- Amy Yip : Huk-Yeung / Chau-Yin
- Isabella Chow : Shui Chu
- Carrie Ng : Maîtresse Ku